# Travis Knight
Travis James Knight (Salt Lake City, Utah, 13 de septiembre de 1974) es un exjugador de baloncesto estadounidense que jugó en la NBA desde 1996 hasta 2003, y que ganó un anillo con Los Angeles Lakers en 2000. Con 2,13 metros de estatura, jugaba en la posición de pívot.

## Carrera

### Universidad
Travis pasó 4 temporadas en la Universidad de Connecticut, donde firmó su mejor temporada con los Huskies como sénior, en la 1995-96 con 9,1 puntos, 9,3 rebotes y 2,1 asistencias. Como júnior también tuvo una buena temporada con 9,1 puntos y 8,2 rebotes.

### NBA
Knight fue elegido por Chicago Bulls en el puesto 29 de 1.ª ronda del draft de 1996. Sin embargo, los Bulls renunciaron a sus derechos y firmó con Los Angeles Lakers, donde promedió 4.8 puntos y 4.5 rebotes como novato.
Un año después fichó por Boston Celtics, con los que firmó su mejor temporada, con 6.5 puntos y 4.9 rebotes. 
El 21 de enero de 1999, fue traspasado de nuevo a los Lakers a cambio de Tony Battie. Un año después del traspaso lograría su único anillo en la NBA. En 2001 dejó Los Angeles por New York Knicks, donde estuvo hasta 2003 con un rendimiento testimonial.
Travis tiene el récord en playoffs de ser el jugador que más rápido han expulsado. Fue en el 4.º partido de las finales de conferencia en 1999 cuando le expulsaron en el minuto 6.

## Estadísticas de su carrera en la NBA
|  | Denota temporada en la que fue Campeón de la NBA |

### Temporada regular
| Año     | Equipo      | PJ  | PT | MPP  | %TC  | %3P  | %TL  | RPP | APP | ROB | TPP | PPP |
| ------- | ----------- | --- | -- | ---- | ---- | ---- | ---- | --- | --- | --- | --- | --- |
| 1996-97 | L.A. Lakers | 71  | 14 | 16.3 | .509 | —    | .620 | 4.5 | .5  | .4  | .8  | 4.8 |
| 1997-98 | Boston      | 74  | 21 | 20.3 | .441 | .273 | .786 | 4.9 | 1.4 | .7  | 1.1 | 6.5 |
| 1998-99 | L.A. Lakers | 37  | 23 | 14.2 | .515 | .000 | .759 | 3.5 | .8  | .6  | .7  | 4.2 |
| 1999-00 | L.A. Lakers | 65  | 0  | 6.5  | .390 | —    | .607 | 2.0 | .4  | .1  | .4  | 1.7 |
| 2000-01 | New York    | 45  | 0  | 5.7  | .189 | .000 | .500 | 1.2 | .1  | .1  | .2  | .6  |
| 2001-02 | New York    | 49  | 0  | 8.8  | .363 | —    | .762 | 2.1 | .2  | .2  | .2  | 2.0 |
| 2002-03 | New York    | 32  | 0  | 9.0  | .385 | .000 | .769 | 1.9 | .4  | .3  | .3  | 1.9 |
| Total   | Total       | 371 | 58 | 12.3 | .438 | .259 | .696 | 3.1 | .6  | .4  | .6  | 3.4 |

### Playoffs
| Año   | Equipo      | PJ | PT | MPP  | %TC  | %3P | %TL  | RPP | APP | ROB | TPP | PPP |
| ----- | ----------- | -- | -- | ---- | ---- | --- | ---- | --- | --- | --- | --- | --- |
| 1997  | L.A. Lakers | 9  | 0  | 10.3 | .800 | —   | .750 | 2.0 | .3  | .3  | .3  | 2.1 |
| 1999  | L.A. Lakers | 3  | 0  | 3.3  | .333 | —   | .500 | 1.7 | .3  | .0  | .0  | 1.0 |
| 2000  | L.A. Lakers | 14 | 0  | 3.4  | .533 | —   | .333 | .4  | .0  | .1  | .2  | 1.3 |
| 2001  | New York    | 1  | 0  | 1.0  | —    | —   | —    | .0  | .0  | .0  | .0  | .0  |
| Total | Total       | 27 | 0  | 5.6  | .607 | —   | .500 | 1.0 | .1  | .1  | .2  | 1.5 |